# Ламбо Теолов
Ламбо Ламбов Теолов е български дипломат, политик от БКП, партизански деец и офицер от БНА. Участник в комунистическото съпротивително движение по време на Втората световна война и командир на Десета Варненска въстаническа оперативна зона на така наречената Народоосвободителната въстаническа армия (НОВА).

## Биография

### Произход и младежки години
Ламбо Теолов е роден на 13 май 1913 година в провадийското село Белоградец. Произхожда от бедно селско семейство. Завършва ВИИ Карл Маркс (сега УНСС) в София. Член е на БРП (т.с.) от 1937 г. и като такъв е секретар на Провадийския околийски комитет (1941). Активен участник в съпротивителното движение по време на Втора световна война срещу Хитлеристка Германия (1944). Преди това секретар на Окръжния комитет на РМС във Варна (1942), секретар на ОК на БРП (т.с.) в периода 1942 – 1944 година и политзатворник, наказан за слабост в държанието си с мъмрене и без право на отговорна работа (1933 – 1935).
В Партизанското движение, Теолов е организатор на движението във Варненско и с.т. командир на Десета Варненска въстаническа оперативна зона на НОВА. Излиза в нелегалност и се присъединява към Партизански отряд „Васил Левски“.

### Политическа дейност
След 9 септември 1944 г. Теолов е на партийна работа в гр. Варна, където няколко години е първи секретар на ОК на БРП (к.) – Варна (1943 – 1949). Между 1957 и 1963 е първи секретар на ГК на БКП.
Заема и държавни длъжности: генерален директор на „Хидрострой“, първи заместник-министър на електрификацията, първи заместник-министър на транспорта, освободен от поста началник управление „Воден транспорт“ и завеждащ отдел „Транспорт и съобщения“ при ЦК на БКП (1963 – 1966). Член на Централния комитет (ЦК) на БКП (в периода 1943 – 1945; 27 – 28 февруари и 1 март 1945 – 19 ноември 1966) и един от участниците във вътрешнопартийната опозиция на Тодор Живков. След 1966 г. не е избиран в ръководни органи на БКП.
Народен представител в III народно събрание, изпратен е на дипломатическа работа като посланик в Рим (1966 – 1970). Последно представител на НРБ в СИВ.
Лабо Теолов умира през 2007 г. в България.

## Военни звания
- Подполковник (18 май 1944)

## Любопитно
През 2005 г. в печат излиза книга за Ламбо Теолов озаглавена „Винаги във времето“.